# Jättekrake
Jättekrake (Octopus vulgaris), även åttaarmad jättekrake eller bara krake, är en bläckfiskart som beskrevs av Cuvier 1797. Octopus vulgaris ingår i släktet Octopus och familjen Octopodidae. Inga underarter finns listade i Catalogue of Life.
Krakens utbredningsområde sträcker sig från östra Atlanten, till Medelhavet och Englands södra kust, och ner till södra Afrikas kust.
Namnet krake kommer från ett fornnordiskt ord, "kraki", som betyder krokgrenigt trästycke (böjning av krok, ungefär "kroke", besläktat med kräkel och kräkla, se krake (figur)), bland annat använt om ankare och dragg förr i tiden, vilka liknar bläckfiskar. Det beskrivande namnet har även givit namn åt havsodjuret kraken, en ofantligt stor bläckfisk i norska havet och användes åtminstone på Shetland som noanamn om valar. Namnet polyp kommer från bläckfiskars tidigare vetenskapliga namn, polypus (flerfoting).

## Galleri

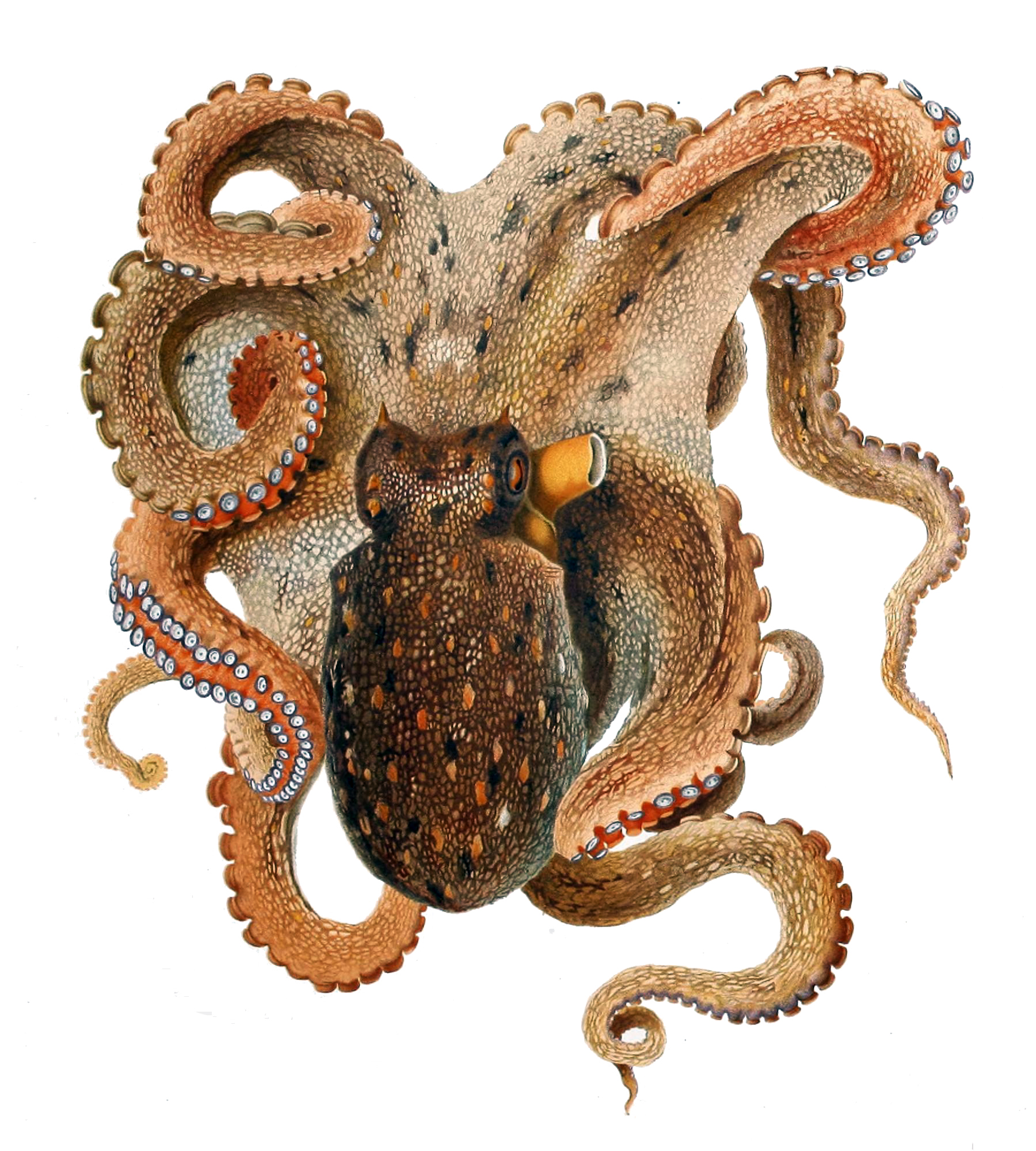
Avbildning av jättekrake från 1896.
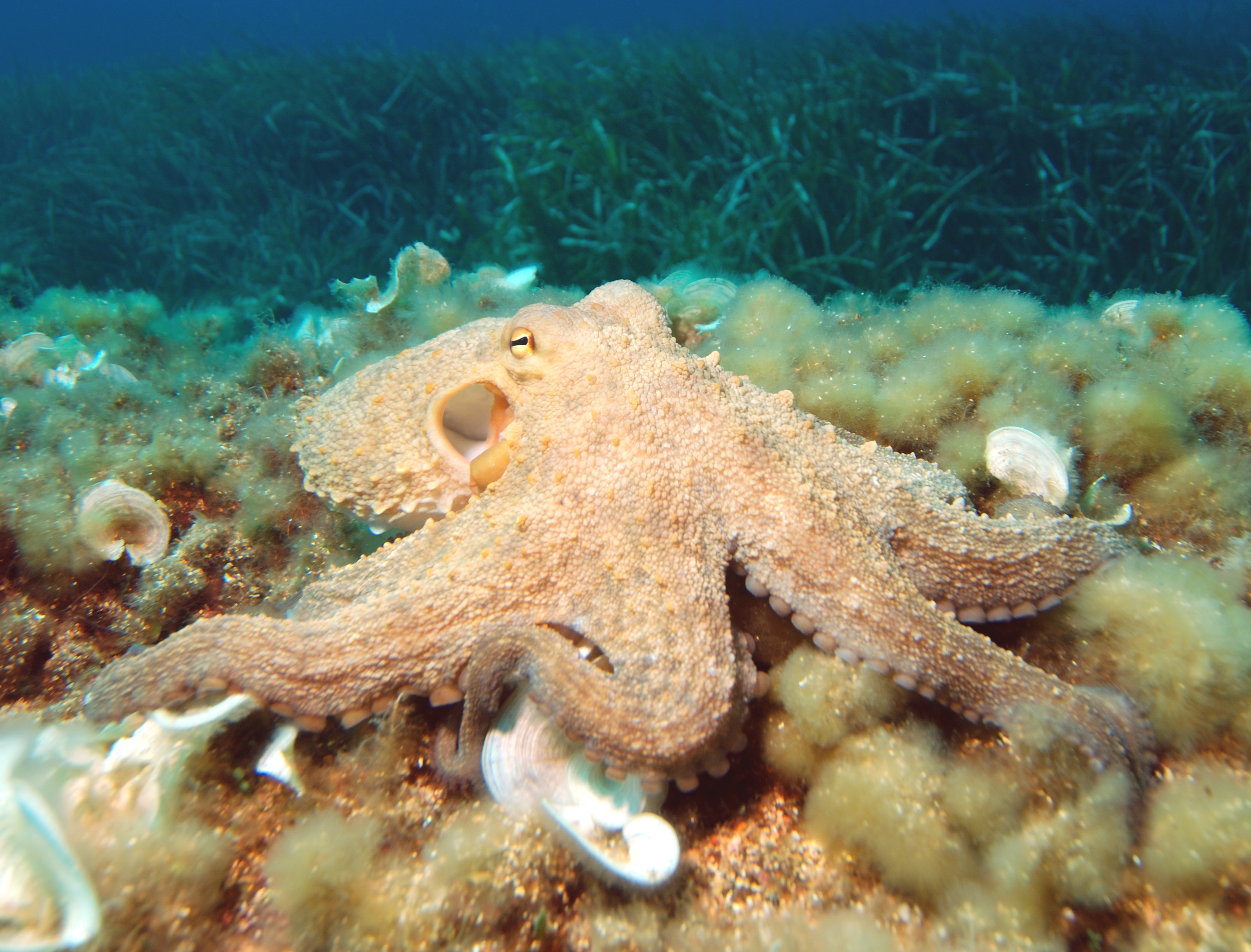
Mindre jättekrake på havsbotten.
Jättekrake i Sevillaakvariet, Spanien.